# 阿尔弗雷德·德·维尼
阿尔弗雷德·德·维尼（法語：Alfred de Vigny，1797年3月27日—1863年9月17日）是一位法国诗人，也是法国浪漫主义的早期先锋。他也创作了一些小说、戏剧，并翻译了莎士比亚的作品。此外，他还是一位军官，立场较为忠诚、保守，与其他众多法国浪漫主义人士大相径庭。